# C'était là leur heure de gloire
This was their finest hour

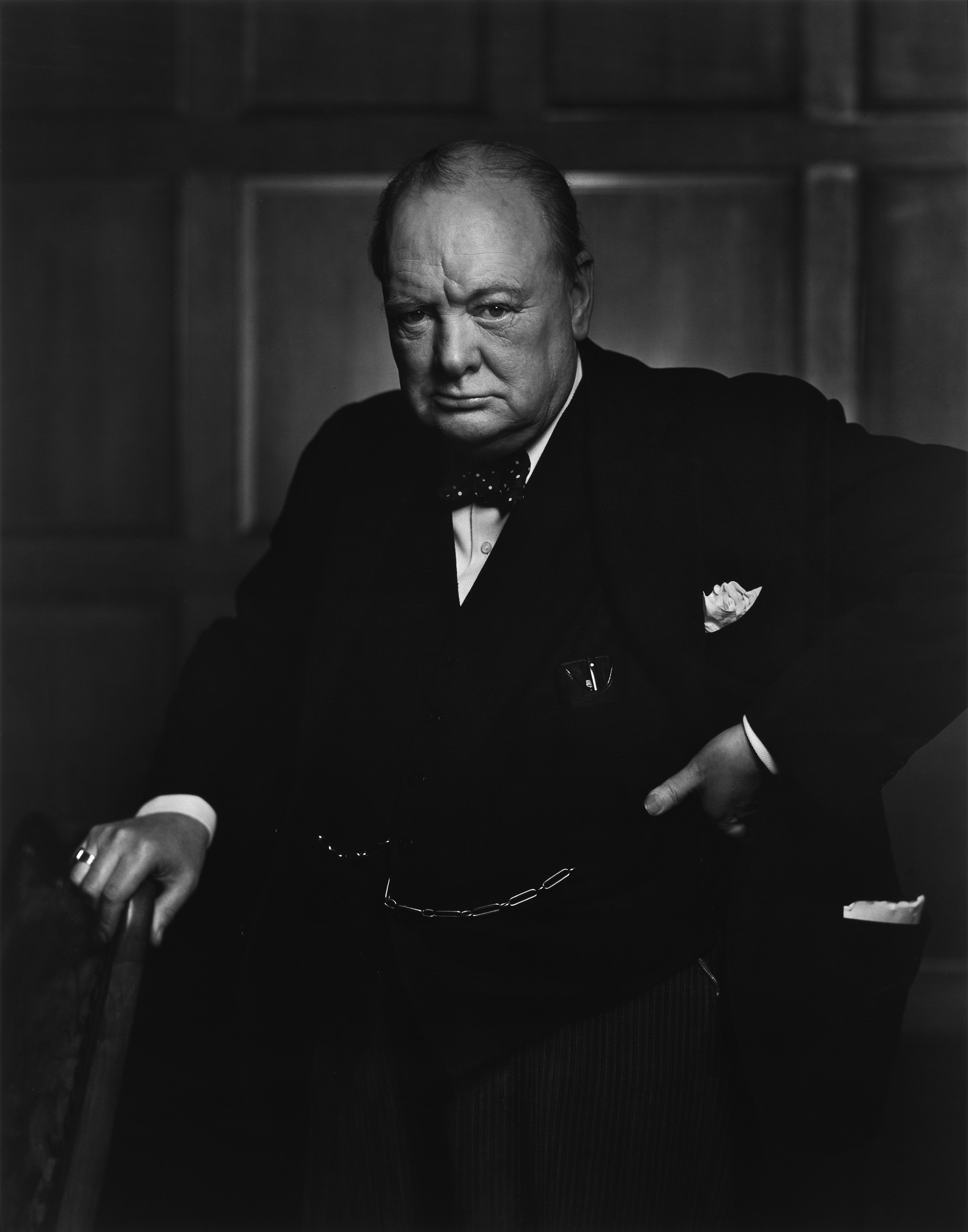
« The Roaring Lion » portrait par Yousuf Karsh au Parlement canadien, 30 décembre 1941.

C'était là leur heure de gloire, ou Leur plus belle heure, en anglais « This was their finest hour »est un discours prononcé par Winston Churchill à la Chambre des communes du Parlement britannique le 18 juin 1940, environ un mois après sa nomination au poste de Premier ministre et à la tête d'un gouvernement d'unité nationale. 
Ce discours est prononcé à 15 h 49 et a duré 36 minutes, 125 années après la victoire de Waterloo. Ce fut le troisième des trois discours que Churchill prononça durant le temps de la bataille de France, après Du sang, du labeur, des larmes et de la sueur le 13 mai 1940 et We shall fight on the beaches le 4 juin 1940.

## Enjeux
Dans ce discours, Churchill assigne au Royaume-Uni le rôle de dernier rempart contre le nazisme, anticipant la bataille d'Angleterre  Le Royaume-Uni va donc se retrouver seul à affronter l'Axe, aussi bien sur son propre sol qu'en Méditerranée, en Afrique orientale et dans les Balkans de juin 1940 à juin 1941 
Churchill souligne le désastre de la bataille de Dunkerque : « Le colossal désastre militaire qui s’est produit lorsque le Haut commandement français n’a pas retiré de Belgique les armées du Nord, alors même qu’il savait que le front français était  irrémédiablement enfoncé à Sedan et sur la Meuse. Ce retard a entraîné la perte de 15 à 16 divisions françaises et mis hors d’action, à un moment critique l’ensemble du Corps expéditionnaire britannique »
Quant au politique, sa lucidité est bien présente : « Nous ignorons encore ce qui se passera en France, et si la résistance française se prolongera, sur le sol de France et dans l’Empire. Le gouvernement français va laisser filer de grandes occasions et sérieusement compromettre l’avenir de la France s’il ne continue pas la guerre conformément aux clauses du traité dont nous n’avons pas cru devoir le délier. » Et il lance un appel au peuple français « Quoi qu’il advienne en France, avec le gouvernement actuel, ou avec tout autre
gouvernement français, nous tous, sur cette île et dans l’Empire, ne renierons jamais la fraternité qui nous unit au peuple français »
Puis il énumère les potentialités et résume : « Nous ne renonçons à aucune de nos revendications légitimes ; nous ne reculons pas d’un pouce, pas d’un iota. Les Tchèques, les Polonais, les Norvégiens, les Néerlandais, les Belges ont lié leur sort au nôtre : tous seront un jour rétablis dans leurs droits. »,

## Peroratio
« Ce que le général Weygand a appelé la bataille de France est terminé. Je suppose que la bataille d’Angleterre est sur le point de commencer. De cette bataille dépend la survie de la civilisation chrétienne. Notre existence britannique en dépend, ainsi que la longue continuité de nos institutions et de notre Empire. Toute la fureur, toute la puissance de l’ennemi va bientôt se déchaîner contre nous. Hitler sait qu’il devra nous briser sur cette île ou qu’il perdra la guerre. Si nous parvenons à lui résister, toute l’Europe pourra être libre, et la vie du monde progresser vers de hautes et vastes terres baignées de soleil. Mais si nous échouons, alors le monde entier, y compris les États-Unis, y compris tout ce que nous avons connu et aimé, sombrera dans les abîmes d’un nouvel âge des ténèbres rendu encore plus sinistre, et peut-être plus durable, par les lumières d’une science pervertie. Aussi, préparons nous à accomplir notre devoir et à nous conduire de telle sorte que, si l’Empire britannique et son Commonwealth durent mille ans, les hommes diront encore : « Ce fut leur plus belle heure ». »

### L'autre 18 juin
Le général de Gaulle lit son discours à la France libre, sur les antennes de la BBC à Broadcasting House à 18 heures, heure locale ; le discours est annoncé dans le programme de la BBC à 20 h 15 et diffusé à 22 h.